# Liên hoan phim quốc tế Thượng Hải
Liên hoan phim quốc tế Thượng Hải (tiếng Trung: 上海国际电影节), là một trong các Liên hoan phim lớn nhất vùng Đông Á. Liên hoan phim quốc tế này, cùng với Liên hoan phim quốc tế Tokyo là 2 liên hoan phim loại A lớn nhất châu Á.
Liên hoan phim quốc tế Thượng Hải đầu tiên được tổ chức từ ngày 7 tới 14 tháng 10 năm 1993, và sau đó được tổ chức mỗi 2 năm một lần vào các năm lẻ. Riêng năm 2003, Liên hoan này bị gián đoạn vì tình trạng dịch bệnh SARS xảy ra tại Trung Quốc.
Các giải thưởng gồm nhiều "Cúp vàng" (tiếng Trung: 金爵; bính âm: Jin Jue) cho các phim hay nhất, đạo diễn xuất sắc nhất, nam/nữ diễn viên xuất sắc nhất và các thể loại khác, cũng như "Giải đặc biệt của Ban Giám khảo".
Liên hoan phim quốc tế Thượng Hải 2008 được tổ chức từ ngày 14 tới 22 tháng 6, do đạo diễn người Hồng Kông Vương Gia Vệ chủ tọa.

## Lịch sử
Năm 2011, SIFF bắt đầu chương trình "Phục hồi phim" để sửa chữa và bảo quản bản in của các bộ phim kinh điển Trung Quốc.
Các thành viên ban giám khảo đáng chú ý bao gồm Oliver Stone, Mark Rydell, István Szabó, Stanislav Rostotsky, Alan Parker, Lee Chang-Dong, Geoffrey Gilmore, François Girard, Olivier Assayas, Luc Besson, Lisa Lu, Chân Tử Đan, Trần Hảo, Trần Anh Hùng, Trần Khải Ca, He Ping, Vương Gia Vệ, Bille August , Danny Boyle, Andie Macdowell, Ngô Vũ Sâm, Barry Levinson, Paz Vega,  Jean-Jacques Annaud, Heather Graham, Lý Băng Băng, Tom Hooper, Củng Lợi, Sally Potter, Emir Kusturica, Atom Egoyan, Hứa Tình, Sabu, Ildikó Enyedi, Nuri Bilge Ceylan, Triệu Đào, Paolo Genovese và Nicolas Celis.
Những người tham dự đáng chú ý khác bao gồm Jesse Eisenberg, Smriti Irani, Kirill Razlogov, Peng Yuyan, Hứa Tình, Chu Yun, Yang Zishan, Thierry Fremaux, Từ Tranh và Amanda Seyfried.

## Giải thưởng

### Chiếc Cốc vàng
Giải thưởng danh giá nhất được trao tại Thượng Hải là "Chiếc cốc vàng", dành cho các hạng mục:
- Phim xuất sắc nhất
- Giải thưởng của Ban giám khảo (Jury Grand Prix)
- Nữ diễn viên chính xuất sắc nhất
- Nam diễn viên chính xuất sắc nhất
- Đạo diễn xuất sắc nhất
- Kịch bản hay nhất
- Nhạc phim xuất sắc nhất
- Quay phim xuất sắc nhất
- Thành tựu nghệ thuật xuất sắc

### Asian New Talent Awards
Giải thưởng lần đầu tiên xuất hiện vào năm 2004, nhằm mục đích tập hợp lực lượng mới trong sáng tạo phim, khai thác những gương mặt trẻ mới mẻ trên màn ảnh và thúc đẩy các tác phẩm mới được thực hiện của các nhà làm phim trẻ trên toàn thế giới.
- Phim xuất sắc nhất
- Đạo diễn xuất sắc nhất
- Nam diễn viên chính xuất sắc nhất
- Nữ diễn viên chính xuất sắc nhất
- Biên kịch xuất sắc nhất
- Quay phim xuất sắc nhất

### China Movie Channel Media Awards
China Movie Channel Media Awards được China Movie Channel trao tặng tại mỗi Liên hoan phim Quốc tế Thượng Hải kể từ năm 2007, do các phóng viên trong ngành giải trí bình chọn. Giải thưởng này nhằm "quảng bá phim cây nhà lá vườn có kinh phí vừa và nhỏ, nhằm giới thiệu các đạo diễn và diễn viên trẻ tài năng".
- Phim xuất sắc nhất
- Đạo diễn xuất sắc nhất
- Biên kịch xuất sắc nhất
- Nam diễn viên chính xuất sắc nhất
- Nữ diễn viên chính xuất sắc nhất
- Nam diễn viên phụ xuất sắc nhất
- Nữ diễn viên phụ xuất sắc nhất
- Nam diễn viên mới xuất sắc nhất
- Nữ diễn viên mới xuất sắc nhất

## Các phim đoạt Cúp vàng
| Năm  | Phim                       | Đạo diễn                           | Quốc gia           |
| ---- | -------------------------- | ---------------------------------- | ------------------ |
| 1993 | Vô ngôn đích sơn khâu      | Vương Đồng                         | Đài Loan           |
| 1995 | Broken Silence             | Wolfgang Panzer                    | Thụy Sĩ            |
| 1997 | The Woodlanders            | Phil Agland                        | Vương quốc Anh     |
| 1999 | Propaganda                 | Sinan Cetin                        | Thổ Nhĩ Kỳ         |
| 2001 | Chống độc quyền            | Peter Howitt                       | Hoa Kỳ             |
| 2002 | Sinh hoạt tú               | Hoắc Kiến Khởi                     | Trung Quốc         |
| 2004 | Tradition of Lover Killing | Khosro Masumi                      | Iran               |
| 2005 | Album ảnh của Làng         | Mihara Mitsuhiro                   | Nhật Bản           |
| 2006 | Bốn phút                   | Chris Kraus                        | Đức                |
| 2007 | According to Plan          | Franzisca Meletzky                 | Đức                |
| 2008 | Mukha                      | Vladimir Kott                      | Nga                |
| 2009 | Bản gốc                    | Alexander Brøndsted Antonio Tublen | Thuỵ Điển/Đan Mạch |